# Kaniehtiio Horn
Kaniehtiio Alexandra Jessie Horn (Ottawa, 8 novembre 1986) è un'attrice canadese.

## Biografia
Nata Kaniehtiio Alexandra Jessie Horn Batt, è un'attrice di origini native mohawk. E' accreditata anche come Tiio Horn. Doppiatrice di Kaniehtiio, la madre Mohawk del protagonista di Assassin's Creed III. Ha interpretato e fatto da regista del cortometraggio The Smoke Shack. Nel 2008 ha recitato nel film TV Moccasin Flats: Redemption, che ha ricevuto una nomination al Gemini Award.

## Filmografia parziale

### Cinema
- The Colony, regia di Jeff Barnaby – cortometraggio (2007)
- Viaggio al centro della Terra (Journey to the Center of the Earth), regia di Eric Brevig (2008)
- South of the Moon, regia di Antonio DiVerdis (2008)
- The Trotsky, regia di Jacob Tierney (2009)
- Good Neighbours, regia di Jacob Tierney (2010)
- A Flesh Offering, regia di Jeremy Torrie (2010)
- Vision Stains, episodio di The Theatre Bizarre, regia di Karim Hussain (2011)
- Immortals, regia di Tarsem Singh (2011)
- On the Road, regia di Walter Salles (2012)
- Sola nel buio (Penthouse North), regia di Joseph Ruben (2013)
- Embrace of the Vampire, regia di Carl Bessai – direct-to-video (2013)
- Mohawk, regia di Ted Geoghegan (2017)
- Il giustiziere della notte - Death Wish (Death Wish), regia di Eli Roth (2018)
- 22 Chaser, regia di Rafal Sokolowski (2018)
- Operazione Hummingbird - È tutto appeso a un filo (The Hummingbird Project) , regia di Ted Geoghegan (2018)
- Possessor, regia di Brandon Cronenberg (2020)
- Sugar Daddy, regia di Wendy Morgan (2020)
- Alice, Darling, regia di Mary Nighy (2022)

### Televisione
- Indian Summer: The Oka Crisis, regia di Gil Cardinal – miniserie TV (2006)
- Moccasin Flats: Redemption, regia di Rob W. King – film TV (2008)
- Rete di bugie (Web of Lies),Film per la TV (2009)
- 18 to Life – serie TV, 14 episodi (2010-2011)
- Being Human – serie TV, episodio 1x06 (2011)
- Alphas – serie TV, episodio 2x06 (2012)
- Defiance – serie TV, 6 episodi (2013-2014)
- Hemlock Grove – serie TV, 24 episodi (2013-2015)
- Supernatural – serie TV, episodio 9x04 (2013)
- Letterkenny – serie TV, 24 episodi (2016-2021)
- Beauty and the Beast – serie TV, episodio 4x03 (2016)
- The Strain – serie TV, episodio 3x02 (2016)
- L'uomo nell'alto castello (The Man in the High Castle) – serie TV, 5 episodi (2016, 2018)
- What Would Sal Do? – serie TV, 6 episodi (2017)
- Ghost BFF – web serie, 17 webisodi (2018, 2020)
- Slasher – serie TV, 4 episodi (2019)
- Pronti a tutto (Barkskins) – miniserie TV, 8 puntate (2020)
- Rutherford Falls - Amici per la vita (Rutherford Falls) – serie TV, 5 episodi (2022)

## Doppiaggio
- Assassin's Creed III – videogioco (2012)
- Defiance – videogioco (2013)

## Doppiatrici italiane
Nelle versioni in italiano dei suoi film, Kaniehtiio Horn è stata doppiata da:
- Angela Brusa in Sola nel buio, Alice, Darling
- Cristiana Rossi in Hemlock Grove
- Alessia Amendola in Supernatural
- Alessandra Sani in Il giustiziere della notte - Death Wish
- Sara Ferranti in Northern Rescue